# Frelseren Kristus-Katedralen
Frelseren Kristus-Katedralen (russisk: Храм Христа Спасителя), i Moskva, Rusland, er den højeste ortodokse katedral i verden. Den ligger ved Moskvafloden.

## Byggeperioden
Da den sidste af Napoleons soldater forlod Moskva, underskrev zar Alexander I den 25. december 1812 et manifest med intentionen om at der skulle bygges en katedral til ære for Kristus Frelseren "for at vise vores taknemmelighed til den guddommelige for at redde Rusland fra den undergang der truede hende" og som et mindesmærke til ære for det russiske folks lidelser.
Det tog et stykke tid inden byggeriet gik i gang. Det første arkitektforslag blev godkendt af Alexander I i 1817. Det var et flamboyant neoklassisk design fuld af frimurersymbolik. Bygningen blev påbegyndt på Spurvehøjene, det højeste punkt i Moskva, men stedet viste sig at være usikkert.
I mellemtiden blev Alexander I efterfulgt af sin bror Nikolaj. Som overbevist ortodoks og patriot kunne den nye zar ikke lide de neoklassiske og frimureriske elementer i det projekt der var blevet godkendt af hans bror. Han bad sin favoritarkitekt Konstantin Thon om at lave et nyt forslag med udgangspunkt i Hagia Sophia i Konstantinopel. Thons neobyzantinske design blev godkendt i 1832, og et nyt sted tættere på Kreml blev valgt af zaren i 1837. Bl.a. en kirke på stedet skulle flyttes, hvorfor grundstenen ikke lagt før 1839.

## Konstruktion
Katedralen tog mange år at bygge og kom ikke frem fra sin afdækning før 1860; indretningen af det indvendige bl.a. med fresker malet af de bedste russiske malere fortsatte de næste tyve år. Katedralen blev indviet på den dag, hvor Alexander III blev kronet, den 26. maj 1883. Et år tidligere havde Pjotr Iljitj Tjajkovskijs "1812-ouverture" premiere her.

## Nedrivning
Efter Den Russiske Revolution 1917 blev det prominente sted, hvor katedralen lå, valgt som stedet, hvor der skulle være et monument for socialismen, kendt som paladset for sovjetterne. Dette monoment skulle rejse sig med modernistiske støttepiller, der skulle understøtte en gigantisk statue af Lenin stående ovenpå en kuppel med sin arm hævet til velsignelse. Den 5. december 1931, ved Kaganovitj' ordre, blev Frelseren Kistus-Katedralen sprængt i luften og reduceret til brokker.
Bygningen af paladset for sovjetterne blev afbrudt af mangel på midler, problemer med oversvømmelse fra den nærliggende Moskvaflod og udbruddet af krig. Det oversvømmede fundamentshul eksisterede indtil det under Nikita Khrusjtjov blev omdannet til et stort offentligt svømmebassin.

## Den nye katedral
Da sovjetæraen sluttede, modtog den russiske ortodokse kirke tilladelse til at genopbygge katedralen i februar 1990. En midlertidig grundsten blev lagt i slutningen af året.
En fond blev grundlagt i 1992, og fundamentet blev lagt i efteråret 1994. Den lavere kirke blev indviet i 1996, og den færdiggjorte Frelseren Kristus-Katedralen blev indviet den 19. august 2000.

## Eksterne links
- Officiel hjemmeside, med fulde detaljer om konstruktionen og dets historie. Arkiveret 1. april 2015 hos  Wayback Machine
- Google Maps satellitfoto
- Frelseren Kristus-katedralen i Moskva: En russisk allegori

- Wikimedia Commons har flere filer relateret til Frelseren Kristus-Katedralen

55°44′41″N 37°36′20″Ø / 55.74472°N 37.60556°Ø